# 84-й гвардейский истребительный авиационный полк ПВО
84-й гвардейский истребительный авиационный полк ПВО (84-й гв. иап ПВО) — воинская часть Военно-воздушных сил (ВВС) Вооружённых Сил РККА, принимавшая участие в боевых действиях Великой Отечественной войны.

## Наименования полка
За весь период своего существования полк несколько раз менял своё наименование:
- 282-й истребительный авиационный полк ПВО
- 788-й истребительный авиационный полк ПВО
- 84-й гвардейский истребительный авиационный полк ПВО
- Полевая почта 65312

## Создание полка
84-й гвардейский истребительный авиационный полк ПВО образован 31 марта 1943 года путём переименования 629-го истребительного авиационного полка ПВО в гвардейский за образцовое выполнение боевых задач и проявленные при этом мужество и героизм на основании Приказа НКО СССР.

## Расформирование полка
84-й гвардейский истребительный авиационный полк ПВО в связи со значительным сокращением Вооружённых Сил 10 августа 1960 года был расформирован в 12-м корпусе ПВО на аэродроме Тихорецк Краснодарского края с передачей личного состава (кроме лётного) на укомплектование 1244-го зенитно-ракетного полка 12-го корпуса ПВО Бакинского округа ПВО

## В действующей армии
В составе действующей армии:
- с 31 марта 1943 года по 9 мая 1945 года.

## Командиры полка
- гвардии майор Стебловский Иван Егорович[6], 31.03.1943 — 25.06.1943
- гвардии майор Локтионов Андрей Фёдорович[6], 25.06.1943 — 11.1943
- гвардии подполковник Маркин Фёдор Фёдорович[6], 11.1943 — 12.11.1944
- гвардии майор Зиновьев Александр Павлович[6], 12.12.1944 — 02.02.1945
- гвардии майор Задара Матвей Савельевич[6], 02.02.1945 — 31.12.1945

| Як-7УТ | Як-9УМ | Як-7 |

## В составе соединений и объединений
| Период        | Фронт (округ)          | Район                                   | Корпус ПВО (Дивизия ПВО) | дивизия                                                | примечание                     |
| ------------- | ---------------------- | --------------------------------------- | ------------------------ | ------------------------------------------------------ | ------------------------------ |
| 31.03.1943 г. | Южный фронт            | Сталинградский корпусной район ПВО      |                          | 2-я гвардейская истребительная авиационная дивизия ПВО | Як-1                           |
| 29.06.1943 г. | Восточный фронт ПВО    | Сталинградский корпусной район ПВО      |                          | 2-я гвардейская истребительная авиационная дивизия ПВО | Як-1                           |
| 01.01.1944 г. | Западный фронт ПВО     |                                         |                          | 2-я гвардейская истребительная авиационная дивизия ПВО | Як-1                           |
| 01.02.1944 г. | Западный фронт ПВО     | Северо-Кавказский дивизионный район ПВО |                          | 2-я гвардейская истребительная авиационная дивизия ПВО | Як-1, Як-7б                    |
| 21.04.1944 г. | Южный фронт ПВО        | Северо-Кавказский дивизионный район ПВО | 87-я дивизия ПВО         | 2-я гвардейская истребительная авиационная дивизия ПВО | Як-1, Як-7б, Як-9              |
| 01.05.1944 г. | Южный фронт ПВО        | Северо-Кавказский дивизионный район ПВО | 12-й корпус ПВО          | 2-я гвардейская истребительная авиационная дивизия ПВО | Як-1, Як-7б, Як-9              |
| 24.12.1944 г. | Юго-Западный фронт ПВО |                                         | 12-й корпус ПВО          | 2-я гвардейская истребительная авиационная дивизия ПВО | Як-7б, Як-9                    |
| 01.01.1945 г. | Юго-Западный фронт ПВО |                                         |                          | 2-я гвардейская истребительная авиационная дивизия ПВО | Як-7б, Як-9                    |
| 01.02.1945 г. | Юго-Западный фронт ПВО |                                         | 12-й корпус ПВО          | 2-я гвардейская истребительная авиационная дивизия ПВО | Як-9                           |
| 11.05.1945 г. | Юго-Западный фронт ПВО |                                         | 12-й корпус ПВО          | 2-я гвардейская истребительная авиационная дивизия ПВО | Як-9                           |
| 01.01.1951 г. | Бакинский округ ПВО    |                                         | 12-й корпус ПВО          | 2-я гвардейская истребительная авиационная дивизия ПВО | дивизия расформирована, Як-17  |
| 01.01.1953 г. | Бакинский округ ПВО    |                                         | 12-й корпус ПВО          | 2-я гвардейская истребительная авиационная дивизия ПВО | дивизия расформирована, МиГ-15 |
| 01.01.1956 г. | Бакинский округ ПВО    |                                         | 12-й корпус ПВО          | 2-я гвардейская истребительная авиационная дивизия ПВО | дивизия расформирована, МиГ-17 |
| 10.06.1960 г. | Бакинский округ ПВО    |                                         | 12-й корпус ПВО          | 2-я гвардейская истребительная авиационная дивизия ПВО | дивизия расформирована, МиГ-17 |
| 10.06.1960 г. | Бакинский округ ПВО    |                                         | 12-й корпус ПВО          |                                                        | расформирован, МиГ-17          |

## Участие в операциях и битвах
- Организация ПВО страны

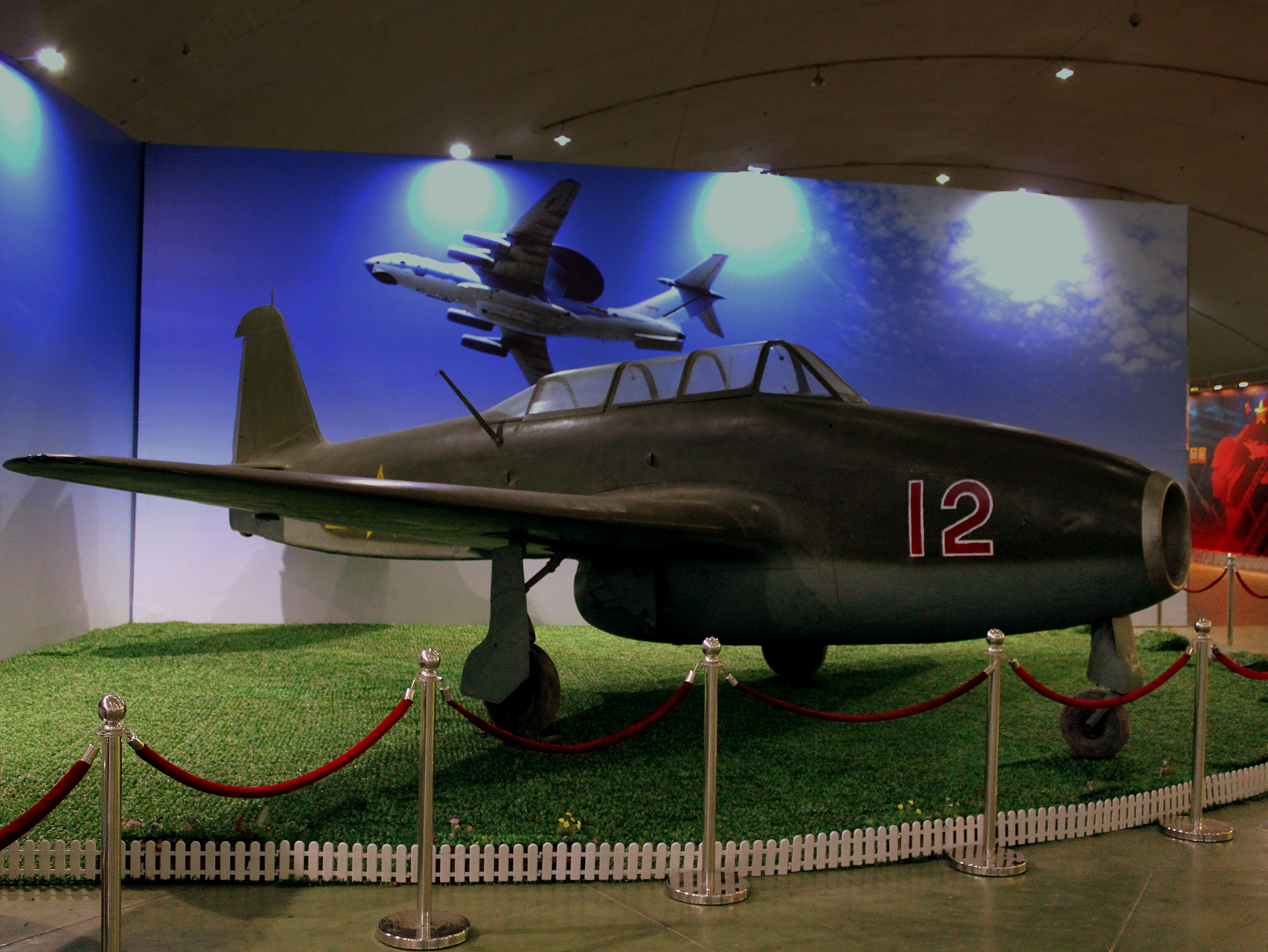
Як-17УТИ

  - Противовоздушная оборона переправ Отдельной приморской армии и строительства моста в Керченском проливе в ходе подготовки Крымской операции
- Противовоздушная оборона города Одессы
- Противовоздушная оборона войск 3-го и 2-го Украинских фронтов
- освобождение Румынии

## Статистика боевых действий
Всего за годы Великой Отечественной войны полком:
| Выполнено боевых вылетов | Проведено воздушных боёв | Сбито самолётов в воздухе |
| ------------------------ | ------------------------ | ------------------------- |
| 3025                     | 122                      | 88                        |

Свои потери:
| Потеряно самолётов, всего | Погибло лётчиков всего |
| ------------------------- | ---------------------- |
| 37                        | 26                     |

## Самолёты на вооружении
| Период      | Самолёты |
| ----------- | -------- |
| 1941 — 1944 | Як-1     |
| 1944 — 1944 | Як-7б    |
| 1944 — 1951 | Як-9     |
| 1951 — 1953 | Як-17    |
| 1953 — 1960 | МиГ-15   |
| 1956 — 1960 | МиГ-17   |

## Базирование
| Период            | Место базирования            |
| ----------------- | ---------------------------- |
| 05.1945 — 10.1960 | Тихорецк, Краснодарский край |

| МиГ-17 | МиГ-15 | МиГ-17 |